# Sancho al IV-lea al Castiliei
Sancho al IV-lea (n. 12 mai 1258, Sevilla, Regatul Sevillei⁠(d), Spania – d. 25 aprilie 1295, Toledo, Castilia-La Mancha, Spania) a fost regele Castiliei, Leonului și Galiciei din 1284 până la moartea sa. El a fost al doilea copil al lui Alfonso al X-lea al Castiliei și al Yolandei, fiica lui James I al Aragonului.
Ascensiunea lui Sancho a fost parte ca urmare a respingerii sale a politicii elitiste a tatălui său. Sancho a fost recunoscut și sprijinit de majoritatea nobilimii și orașelor, dar o minoritate considerabilă s-a opus de-a lungul domniei sale și au lucrat pentru moștenitorii lui Ferdinand de la Cerda. Unul dintre liderii opoziției a fost fratele lui Ioan, care a unit această cauză pentru stăpânul din Biscaya, Lope Diaz al III-lea de Haro. Sancho a răspuns prin executarea lui Lope Diaz și încarcerarea fratelui său. Conform cronicarilor, el și-a cimentat puterea prin executarea a 4.000 de alți adepți ai Infantului Alfonso, fiul lui Ferdinand de la Cerda, în Badajoz. El a executat mai mult de 400 în Talavera și mai mulți în Ávila și Toledo.
Pentru a elimina opoziția, Sancho l-a iertat pe fratele său, care a fost eliberat. Ioan a așteptat momentul pentru a instiga o nouă revoltă: conflictul din Tarifa. El l-a asediat pe Guzmán în castelul său (1291). În acest asediu a avut loc un act de eroism celebru, moartea nevinovată a fiului lui Guzman. 
Atunci când James al II-lea a reușit să dețină coroana Aragoneză, el s-a străduit să lege cele două coroane și să se unească în Reconquista. Ambii prodecesori ai lui James au încercat să facă același lucru. 
Chiar înainte de a muri de o boală fatală, el a numit-o pe regina sa, Maria de Molina, să acționeze ca regent pentru copilul lor de nouă ani, Ferdinand al IV-lea. Sancho a murit în 1295 la Toledo.